# Halfdan Jebe
Halfdan Fredrik Jebe Klingeberg (Trondheim, 3 de noviembre de 1868-Ciudad de México, 17 de diciembre de 1937) fue un violinista, director de orquesta y compositor noruego radicado en México.

## Biografía
Nació el 3 de noviembre de 1868 en Trondheim, Noruega; hijo de Hakon Gabriel Jebe y Hedvig Jorgine Klingeberg. Recibió su educación en Oslo, Leipzig, Berlín y París. Entre sus maestros estuvieron el violinista Joseph Joachim y el compositor Jules Massenet. En París conoció a artistas como Edvard Munch, Vilhelm Krag, August Strindberg y Christian Sinding. También se hizo amigo de Frederick Delius y lo acompañó a Florida en enero de 1897. Más tarde dirigió la orquesta en el Concierto orquestal de Delius bajo la dirección de Hertz en Londres el 30 de mayo de 1899, la primera interpretación de la música orquestal de Delius. Después de un año como director en el Teatro Fahlstrøms (Centralteatret) en Christiania, donde conoció a su futura esposa Sofie Bernhoft, dejó Europa en 1901 y viajó extensamente por diversos países. En 1902 y 1903 visitó India, Ceilán, China y Japón.
Llegó a México en 1923, estableciéndose posteriormente en la Península de Yucatán. Desde 1925 a 1935 se desempeñó como violinista, de vez en cuando como violista y en ocasiones como director de la Orquesta Sinfónica de Mérida.
En enero de 1932, un concierto con la Orquesta Filarmónica de Oslo dirigida por Olav Kielland estuvo dedicado a las obras de Jebe, en particular la Sinfonía en la menor y partes de Loltun.
En 1933, Jebe presentó su primera ópera en Yucatán que llevaba el nombre de Dignidad Maya y cuyo tema central era la conquista por parte de los españoles de la península yucateca.
Falleció el 17 de diciembre de 1937 en Ciudad de México a causa de pulmonía.